# Somewhere Only We Know (phim)
Có một nơi chỉ chúng ta biết là phim điện ảnh Trung Quốc năm 2015 thuộc thể loại tình cảm lãng mạn của đạo diễn Từ Tĩnh Lôi. Bộ phim được quay tại thủ đô Praha của Cộng hoà Czech . Phim phát hành ngày 10 tháng 2 năm 2015 .

## Nội dung
Kim Thiên (Vương Lệ Khôn) là một phụ nữ trẻ vừa mới bị hôn phu đào hôn và mất bà ngoại Trần Lan Tâm (Từ Tĩnh Lôi). Cảm thấy đau khổ, cô ghi danh vào một khóa học ngôn ngữ ở nước ngoài và đi đến Praha để làm lại từ đầu, thành phố nơi bà cô từng sống một vài năm trong cuộc đời. Trong đống di vật của bà ngoại, cô tìm thấy một lá thư từ năm 1970, được viết bởi Josef Novak, người yêu hồi trẻ của bà.
Ở Praha, Kim Thiên gặp Bành Trạch Dương (Ngô Diệc Phàm), một người cha đơn thân sống với đứa con gái nhỏ và người mẹ lưỡng cực. Cả hai phát triển tình cảm với nhau trong cuộc hành trình tìm kiếm Josef Novak.

## Diễn viên
- Ngô Diệc Phàm vai Bành Trạch Dương
- Vương Lệ Khôn vai Kim Thiên
- Từ Tĩnh Lôi vai Trần Lan Tâm
- Gordon Alexander vai Josef Novak
- Cong Shan vai mẹ của Trạch Dương
- Thái Thư Nhã vai Ni Ni, con gái của Trạch Dương
- Trương Siêu vai La Quý
- Nhiệt Y Trát vai San San

## Doanh thu
Tại Trung Quốc Đại lục, phim đạt doanh thu 38 triệu nhân dân tệ trong ngày đầu tiên ra mắt và lên tới hơn 100 triệu tệ chỉ sau ba ngày công chiếu.